# Pilot major
El pilot major era un càrrec designat per la Corona espanyola que consistia en la preparació i execució d'expedicions per a la Casa de la Contractació d'Índies.
Per poder ocupar aquest lloc es requeria ser un expert navegant amb capacitat de circumnavegar el globus terraqüi, traçar rutes marítimes i elaborar mapes per incorporar-los al padró reial.
Entre les responsabilitats d'un pilot major també estaven les de ser examinador d'aspirants al lloc de pilot navegant i censor de cartes i instruments de navegació.
Per realitzar les seves funcions comptava amb ajuda d'altres pilots i cartògrafs.
El 22 de març de 1508, el rei Ferran el Catòlic va imposar aquest honor per primera vegada a Amerigo Vespucci.

## Pilots majors de la Casa de la Contractació d'Índies
- Amerigo Vespucci
- Juan Díaz de Solís
- Sebastià Cabot
- Alonso de Chaves
- Rodrigo Zamorano
- Andrés García de Céspedes
- Ildefons Ramírez de Arellano

## Altres pilots destacats
- José Martín Espinosa de los Monteros
- Peralonso Niño
- Andrés Niño
- Juan de la Cosa
- Jerónimo de Chaves
- Antón de Alaminos